# Cyndy Violette
Cyndy Violette (New York, 19 augustus 1959) is een Amerikaans professioneel pokerspeelster. Ze won onder meer het Limit Seven Card Stud-toernooi van Stairway to the Stars 1985 (goed voor een hoofdprijs van $75.000,-), het $1.000 Limit Seven Card Stud-toernooi van de Grand Prix of Poker 1986 (goed voor 74.400,-) en het $2.000 Seven Card Stud Hi-Lo Split-toernooi van de World Series of Poker 2004 (goed voor $135.900,-)
Violette won tot en met juni 2014 meer dan $1.350.000,- in pokertoernooien, cashgames niet meegerekend.

## Wapenfeiten
Violette was al tijden een gevestigde naam in de pokerwereld voor de populariteit van het spel in het begin van de 21e eeuw wereldwijd flink groeide. De World Series of Poker 1995 waren de eerste waarop ze een geldbedrag won, onder meer door twee finaletafels te halen. Ze werd er derde in het $5.000 Seven-Card Stud-toernooi en zevende in het $1.000 Women's 7-Card Stud-toernooi.
Voor Violette in 2004 uiteindelijk haar eerste WSOP-titel won, kwam ze er eerder nog vier keer dichtbij. Ze werd zesde in het $1.000 Women's 7-Card Stud-toernooi van de World Series of Poker 1999, zesde in het $2.000 S.H.O.E.-toernooi van de World Series of Poker 2001, achtste in het $5.000 7 Card Stud-toernooi van de World Series of Poker 2002 en vijfde in het $1.000 Ladies 1/2 Hold'em - 1/2 Stud-toernooi van de World Series of Poker 2003.
Een jaar na haar eerste WSOP-zege, haalde Violette op de World Series of Poker 2005 weer drie keer een finaletafel. Ze werd er zevende in het $3.000 Limit Hold'em-toernooi, zevende in het $5.000 Pot Limit Hold'em-toernooi en was verliezend finaliste van het $2.000 No Limit Hold'em-toernooi (achter Erik Seidel). Die tweede plaats leverde Violette met $295.970,- niettemin meer dan twee keer zoveel prijzengeld op dan haar overwinning een jaar eerder.
Op de World Series of Poker 2006 plaatste Violette zich voor de elfde keer voor een WSOP-finaletafel, in het $5.000 7 Card Stud-toernooi. Ze eindigde toen als derde.

## WSOP-titel
| Jaar                       | Toernooi                           | Prijs      |
| -------------------------- | ---------------------------------- | ---------- |
| World Series of Poker 2004 | $2.000 Seven Card Stud Hi-Lo Split | $135.900,- |